# نایتو تاکاهارو
نایتو تاکاهارو (به ژاپنی: 内藤隆春); ۱ ژانویهٔ ۱۵۲۸ – ۱ سپتامبر ۱۶۰۰) یک سامورایی در دوره سنگوکو و دوره آزوچی-مومویاما بود. وی پنجمین پسر نایتو اوکیموری و از خاندان اوئوچی بود که پس از شکست این خاندان در برابر خاندان موری ملازم خاندان موری شد. وی رهبر خاندان نایتو در ولایت ناگاتو و ولایت سوئو بود. وی همچنین معاون فرماندار یا شوگودای در ولایت ناگاتو بود. در سال ۱۵۵۱ میلادی هنگامی که سوئه هاروکاتا بر ضد ارباب خود اوئوچی یوشیتاکا شورشی به نام حادثه معبد تاینی را ترتیب داد در خاندان تاکاهارو نیز در ارتباط با طرفداری از دو جناح نزاع داخلی رخ داد. در سال ۱۵۵۴ پدرش درگذشت. در نبرد میاجیما، خاندان اوئوچی از خاندان موری شکست خورد و وی توانست با ارتباط و سازش با خاندان موری در سال ۱۵۵۷ رهبری خاندان نایتو را به دست آورد.
در سال ۱۵۹۱ رهبری خاندان را به پسرش واگذار کرد. پس از مرگ تویوتومی هیده‌یوشی در همان سال وی اطلاعاتی را که در مورد فتنه‌گری جمع‌آوری کرده بود، برای خاندان موری فرستاد. متن این نامه‌ها در کتابی به نام باتسواتسوروکو (閥閲録) یافت می‌شود.